# Acritus australasiae
Acritus australasiae är en skalbaggsart som beskrevs av Yves Gomy 1984. Acritus australasiae ingår i släktet Acritus och familjen stumpbaggar. Inga underarter finns listade i Catalogue of Life.